# Arquata Scrivia (stacja kolejowa)
Arquata Scrivia (włoski: Stazione di Arquata Scrivia) – stacja kolejowa w Arquata Scrivia wybudowana w 1852 r., w regionie Piemont, we Włoszech. Znajdują się tu 2 perony, 3 krawędzie peronowe. Czynne ma kasy oraz przejście podziemne tzw. metro.
Stacja jest zarządzana przez Rete Ferroviaria Italiana i posiada kategorię srebrną.